# Пампулов Самуїл Мойсейович
Самуїл Мойсейович Пампу́лов (дав-євр. שמואל בן משה פנפולוף Шемуель бен Моше Панпулов; 1831, Миколаїв — 13 січня 1912, Євпаторія) — дворянин, міський голова Євпаторії, караїмський гахам (світський і духовний глава караїмів, що обирається довічно). Пампулов дванадцять років був міським головою Євпаторії та тридцять два роки гахамом, поєднуючи півтора року дві посади.

## Біографія
У 1847 році батько, Мойсей Аронович, переїхав з родиною до Євпаторії. Самуїл Пампулов закінчив євпаторійські училища — повітове і караїмське. Під час Севастопольської кампанії, він вирушив на війну як брат милосердя і служив під начальством відомого хірурга Миколи Івановича Пирогова.
Після закінчення війни Самуїл Пампулов займав декілька посад в Євпаторії. 1857–1860 — кандидат на посаду міського голови Євпаторії. 1860–1866 — бургомістр міського магістрату Євпаторії. 1867–1879 — міський голова Євпаторії. Міський голова обирався на три роки і не міг бути переобраним більше, ніж на два терміни поспіль. Тим не менш, на прохання мешканців Євпаторії християнського віросповідання, Пампулов був обраний міським головою Євпаторії на друге, третє і четверте триріччя.

### Міський голова
Як міський голова Самуїл Пампулов займався відновленням міста після війни. У 1870 році відкрита міська телеграфна станція та парафіяльне училище для татарських хлопчиків з вивченням російської мови, в тому ж році викладання російської мови було запроваджено і в татарському медресе. За рік розпочато роботу з благоустрою вулиць міста: виправлення вибоїн, канав, прокладка тротуарів, насадження дерев. Для цього був організований збір коштів серед населення. У 1874 році Пампулов зумів домогтися повернення грошей, які Євпаторія виділила Бахчисараю в 1837 році, під час приїзду туди імператора Миколи І. З 3000 рублів сріблом 1300 були витрачені на впорядкування набережної.
Пампулов систематично брав участь у роботі міської Думи, займався виправленням діловодства в Думі, роботою поліції, юстиції, приймав міські закони, розробляв кошторис доходів і витрат, статистичні відомості по місту.
У період з 1869 по 1881 роки були відкриті чоловіча та жіноча прогімназії, що складалися з трьох класів і підготовчого відділення, пізніше перетворені в гімназії, відкрито друге парафіяльне училище.
Він займався будівництвом шосейної дороги від Євпаторії до Сак і кінно-залізної дороги від Євпаторії до станції Китай (нині станція Бітумна). Пампулов керував міською Управою, розподіляючи обов'язки між її членами.
Пампулов під час російсько-турецької війни 1877–1878 років очолював євпаторійське відділення Червоного Хреста.
22 листопада 1916 року Караїмським Духовним правлінням було прийнято рішення «Про увічнення пам'яті С. М. Пампулова» для чого слід було створити національний музей з відділом «Пам'яті С. М. Пампулова».

### Гахам
У 1879 році Пампулов був обраний караїмським гахамом і залишався ним до кінця своїх днів. Як гахаму Пампулову доводилося займатися наведенням порядку в метричних книгах Караїмського Духовного правління, в яких була значна кількість помилок. Караїми, як нечисленний народ, були у 1829 році звільнені від рекрутської повинності, але на місцях допускалися помилки: біблійні імена у караїмських чоловіків приводили до того, що їх нерідко плутали з євреями, намагаючись призвати замість них в армію.
У 1880 році при караїмському Духовному правлінні було створено «Товариство піклування про бідних». На чолі його стояв гахам Пампулов. Кошти йшли на сплату за навчання дітей бідних батьків, фінансування дівочого ремісничого училища, на лікування хворих людей, купівлю ліків, дрів, вугілля, борошна, на поховання, на утримання Духовного правління.
Пампулов дбав про створення караїмських храмів та молитовних будинків у всіх містах, які перебували у віданні Караїмського Духовного правління. У 1879—1880-х роках було проведено перепис прихожан караїмських храмів. Храмів на той час було 28, з кількістю прихожан 8588 чоловік.
У 1895 році було відкрито Олександрівське караїмське духовне училище, яке готувало газзанів, вчителів для караїмських початкових шкіл, давало середню освіту російською мовою і право вступу до вищих навчальних закладів. З часу заснування училища Самуїл Пампулов був головою його Опікунської ради, а з липня 1896 і Опікунської ради ремісничого училища ім. С. Когена і підтримував їх матеріально.

## Нагороди

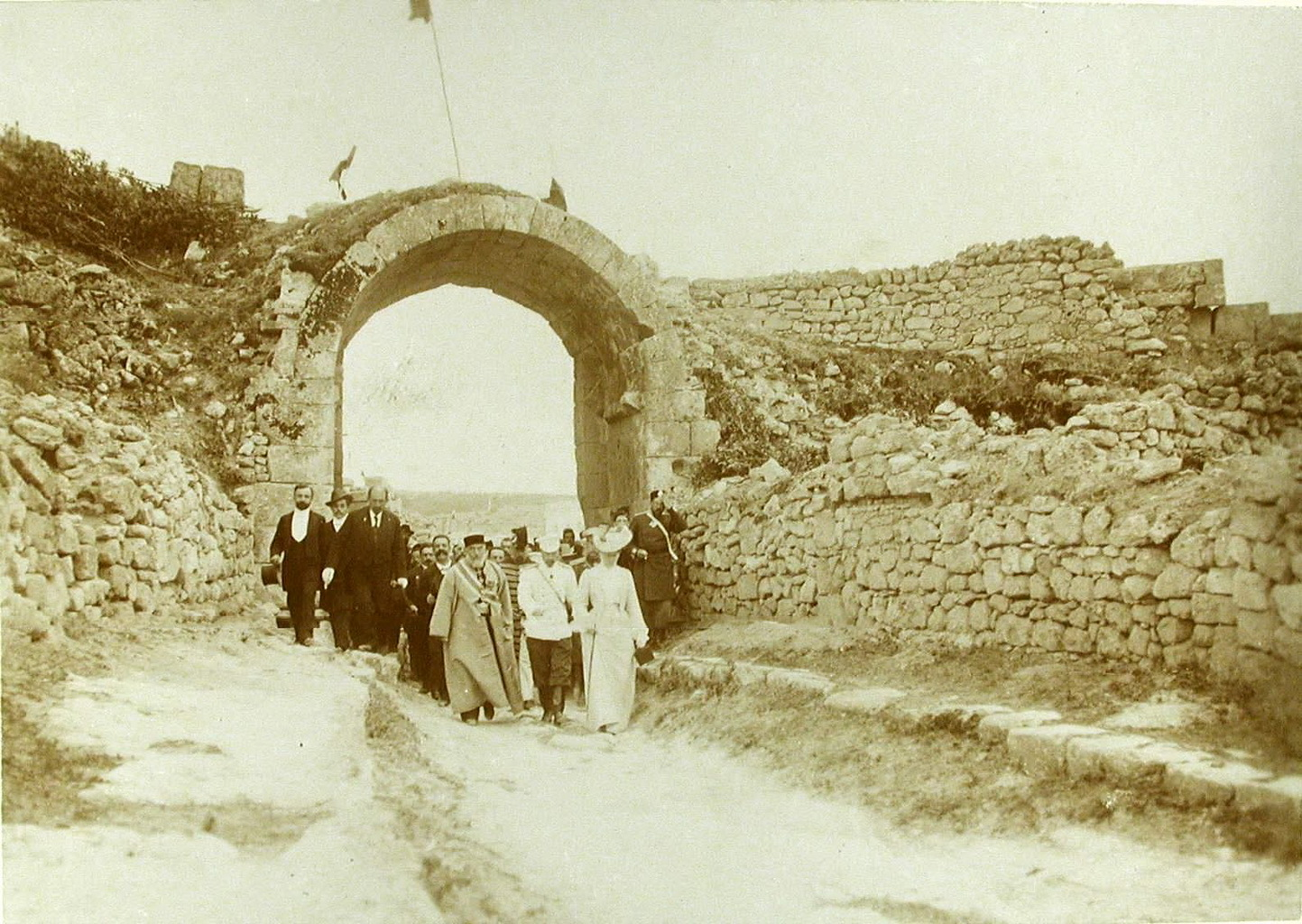
Відвідування імператорською родиною Чуфут-Кале.

15 травня 1889 Таврійський і Одеський караїмський гахам Пампулов як представник від караїмського народу був присутній на коронації імператора Олександра III і імператриці Марії Федорівни. 14 травня 1896 був присутній на коронації імператора Миколи II та Олександри Федорівни.
9 лютого 1899 був представлений Государю Імператору Миколі II в Петербурзі. Одночасно був удостоєний подарунка Його Імператорської Величності — золотої табакерки з Державним Орлом, прикрашеним діамантами.
20 червня 1900 отримав у подарунок фотоальбом зі знімками, зробленими під час коронації Миколи II.
5 листопада 1902 імператриця Олександра Федорівна подарувала Самуїлу Пампулову фотознімок, зроблений нею особисто в Чуфут-Кале, де зображені Микола II і Самуїл Пампулов.
15 січня 1904 указом імператора Миколи II Самуїл Пампулов був зведений в Потомствене дворянство Російської імперії і удостоєний імператорського благословення.
12 травня 1908 був представлений Його імператорської величності в Царському Селі. 9 квітня 1910 був вдруге нагороджений золотою табакеркою, прикрашеною діамантами.
20 квітня 1911 був вдруге представлений імператору Миколі II в Царському Селі.

### Ордени і медалі
- Орден Святого Станіслава 1-го ступеня (6 грудня 1897)
- Орден Святого Станіслава 2-го ступеня (1883)
- Орден Святого Станіслава 3-го ступеня (17 липня 1871)
- Орден Святої Анни 1-го ступеня (1 січня 1903)
- Орден Святої Анни 2-го ступеня (12 липня 1890)
- Орден Святої Анни 3-го ступеня (20 травня 1876)
- Орден Святого Володимира 2-го ступеня (11 липня 1907)
- Орден Святого Володимира 3-го ступеня (30 серпня 1894)
- Орден Святого Володимира 4-го ступеня (1 січня 1890)
- Орден Білого Орла (19 жовтня 1910)

- Медаль Червоного Хреста в «Пам'ять про війну 1853-56 років»   (18 грудня 1907)
- Бронзова медаль на Анненський стрічці «В пам'ять про війну 1853—1856 років» (1860)
- Бронзова медаль в пам'ять про коронацію Олександра III (9 квітня 1885)
- Срібна медаль на Георгіївській стрічці «За захист Севастополя» (1860)
- Срібна медаль «В пам'ять про імператора Олександра III» (15 травня 1896)
- Срібна медаль «В пам'ять про коронацію імператора Миколи II» (18 липня 1897)
- Золота медаль для носіння на шиї на Станіславської стрічці (23 листопада 1862)
- Друга Золота медаль на шиї на Станіславської стрічці (27 серпня 1862)
- Золота медаль на шию на Володимирській стрічці (13 серпня 1865)

### Подяки
- Подяка від Євпаторійського Тюремного відомства за турботу про ув'язнених і збір на їх користь приватних пожертвувань на суму 500 рублів (1863)
- Подяка від Міністра Внутрішніх справ за зібрані пожертви на користь нужденних місцевих обивателів (30 червня 1864)
- Найвища подяка від царя за благодійні пожертви  на користь голодуючих (2 жовтня 1864)
- Подяка від начальника Губернської Управи за старанне виконання обов'язків Попечителя Караїмського училища в Євпаторії (1867)
- Подяка за підписку та збір пожертв на спорудження нового притулку в Сімферополі (1869).
- Подяка за збір пожертвувань на користь притулку (січень 1870)
- Подяка за участь у відкритті училища для татарських хлопчиків з викладанням російської мови (1870)
- Подяка від Одеського Навчального округу за введення вивчення російської мови в татарському медресе (26 березня 1870)
- Подяка як учаснику підписання адреси імператору Олександру II в числі представників Новоросійського краю і Бессарабії (31 грудня 1870)
- Подяка від Таврійського губернатора за успішний вступ казенних зборів з Євпаторії (15 січня 1871).
- Подяка від Таврійського Губернського правління (25 березня 1871)
- Подяка за поставку підвод для ведення російсько-турецької війни (січень 1878)

### Інше
- Похвальний лист за трирічну роботу бургомістром міського Магістрату (1863)
- Похвальний лист від Товариства за служіння бургомістром в третейському суді в триріччя з 1863 по 1866 роки (1866)
- Атестат від євпаторійського міського Магістрату за службу з 1860 по 1866 рік в міському магістраті і сирітському суді (1866).
- Знак Червоного Хреста (1 грудня 1907)
- Знак Червоного Хреста (10 березня 1880)